# ハレンチ地帯をあばく-裸にされたイギリス
『ハレンチ地帯をあばく- 裸にされたイギリス』（ハレンチちたいをあばく - はだかにされたイギリス、原題:Inghilterra Nuda 英題:Naked England）は1969年公開のイタリア映画。

## 概説
イタリアのドキュメント系スタッフとモンド映画のスタッフがイギリスに潜入して撮ったというモンド映画である。なおDVDタイトルは裸にされたイングランド～ネイキッド・イングランド。

## スタッフ
- 監督：ヴィットリオ・デ・システィ
- 製作･脚本：ピノ・デ・マルチーノ
- 脚本：エットレ・マッティア
- 撮影： マルチェロ・マシオッキ、ジーノ・サンティーニ
- 音楽：ピエロ・ピッチオーニ
- 日本語ナレーター：芥川隆行、坂本スミ子